# Le Chien pie qui court au bord de la mer
Pour plus de détails, voir Fiche technique et Distribution.
Le Chien pie qui court au bord de la mer (Пегий пёс, бегущий краем моря, Pegui pios, begouchtchi kraïem moria) est un film soviétique réalisé par Karen Guevorkian (ru), sorti en 1990.

## Fiche technique
- Titre original : Пегий пёс, бегущий краем моря
- Titre français : Le Chien pie qui court au bord de la mer[1]
- Réalisation : Karen Guevorkian (ru)
- Scénario : Karen Guevorkian (ru), Tolomouch Okeev, Tchinguiz Aïtmatov
- Photographie : Igor Beliakov, Karen Gevorkian, Roudolf Vatinian
- Musique : Sándor Kallós
- Pays d'origine : URSS
- Format : Couleurs - 35 mm - Mono
- Genre : drame
- Durée : 132 minutes
- Date de sortie : 1990

## Distribution
- Baïarto Dambaïev
- Alexandre Sassykov
- Doskhan Joljaksynov
- Tokon Daiyrbekov